# Rudskyrkan
Rudskyrkan är en kyrkobyggnad i Karlstad kommun. Den är församlingskyrka i Norrstrands församling, Karlstads stift.

## Kyrkobyggnaden
Kyrkan uppfördes 1993 efter ritningar av arkitekt Hans Ericsson invigdes 19 september samma år av biskop Bengt Wadensjö. Kyrkan vilar på betonggrund och har fasader klädda med rött tegel. Kyrkorummet är orienterat med koret i söder och kan avdelas med en vikvägg. Ovanför altaret finns en fönsterkupa som ger koret extra ljus.

## Inventarier
- Altare, predikstol, dopfunt och psalmnummertavlor är tillverkade av lackat furuträ. Dopfunten har en cuppa av mässing. När funten inte används står den vid kyrkans norra vägg. Predikstolen, dopfunten och psalmboksförvaring är alla försedda med hjul för att lätt kunna flyttas.
- Ovanför altaret finns en stor tredelad altartavla av Kjellaug Nordsjö. Altartavlan består av flera mindre målningar som skildrar kyrkans tre stora högtider, jul, påsk och pingst, visar olika händelser från Jesu liv samt Mose och Elia.
- I koret finns en skulptur utförd av Herman Reijers som föreställer Jesus på korset. Skulpturen står på en piedestal med stensockel.
- Orgeln är en digitalorgel av märket Johannus och har en fasad av ekfanér.